# Germán Pezzella
Germán Alejo Pezzella (ur. 27 czerwca 1991 w Bahía Blanca) – argentyński piłkarz, występujący na pozycji środkowego obrońcy w klubie CA River Plate oraz w reprezentacji Argentyny. Posiada także obywatelstwo włoskie.

## Sukcesy

### CA River Plate
- Mistrzostwo Argentyny: 2013/2014
- Primera B Nacional: 2011/2012
- Copa Libertadores: 2015
- Copa Sudamericana: 2014
- Recopa Sudamericana: 2015

### Betis
- Puchar Króla: 2021/2022

### Reprezentacyjne
- Mistrzostwa Świata: 2022
- Copa América: 2021
- Superpuchar CONMEBOL–UEFA: 2022